# Franz Kapus
Franz Kapus, född 12 april 1909 i Zürich, död 4 mars 1981 i Zürich, var en schweizisk bobåkare.
Kapus blev olympisk guldmedaljör i fyrmansbob vid vinterspelen 1956 i Cortina d'Ampezzo.